# Matheo
Matheo, właśc.  Mateusz Paweł Schmidt (ur. 9 stycznia 1985 w Stargardzie) – polski raper i producent muzyczny. Muzyką zajmuje się od 1998. Pierwszym składem, w którym rapował był AFP (Art Future Projekt). Później w 2001 nawiązał współpracę z Holim. Efektem był ich nielegal „Manifest”, który spotkał się z dużym zainteresowaniem oraz przyczynił do kooperacji z łódzkim składem Familia HP.
Współpraca przyniosła EP-kę, która ukazała się w 2004 w Magazynie Hip-Hop. Matheo, poza rapowaniem, zaczął tworzyć muzykę. Jego pracę pierwszy raz można było usłyszeć na nielegalu z Maciejem „Hajdim” Hajdukiem (jednym z członków tworzących formację ZT Zasięg) pt. Czas Nastał. Przełomem w jego karierze był rok 2004. Wtedy został wyłoniony z konkursu dla producentów, organizowanym przez wytwórnię Wielkie Joł, dzięki czemu wyprodukował jeden utwór na płytę Tedego Notes. Wtedy już producent nawiązał bliską współpracę z wytwórnią.
Już na początku 2005, Matheo został członkiem ekipy Wielkie Joł. Jego twórczość znajduje się na drugiej płycie duetu WSZ & CNE – Jeszcze Raz. Matheo jest odpowiedzialny za płytę Tedego – Esende Mylffon. Ponadto jego dziełem jest na soundtrack do 12 ławek. W 2007 wydał wspólny mixtape z Donguralesko pt. Manewry mixtape. Z cyklu janczarskie opowieści. 1 lipca 2009 ukazał się ich drugi mixtape zatytułowany Inwazja porywaczy ciał.
30 października 2009 ukazał się album rapera o pseudonimie Sobota zatytułowany Sobotaż, który został wyprodukowany przez Matheo. 13 listopada 2009 ukazał się album rapera o pseudonimie Wall-E pt. 13. Muzyka na nim jest dziełem Matheo. W lutym 2010 Matheo został wyróżniony tytułem producenta roku w plebiscycie Podsumowanie 2009 serwisu Poznanskirap.com. W 2012 uczestniczył w produkcji płyty Popka pt. Monster.
Pełni funkcję kompozytora oprawy muzycznej na galach Konfrontacji Sztuk Walki.
Matheo został sklasyfikowany na 3. miejscu w rankingu 20 najlepszych polskich producentów hip-hopowych według czasopisma Machina.

## Dyskografia

### Albumy
| Tytuł                                                                       | Dane dot. albumu                                        | Pozycja na liście | Sprzedaż         | Certyfikat              |
| Tytuł                                                                       | Dane dot. albumu                                        | POL               | Sprzedaż         | Certyfikat              |
| --------------------------------------------------------------------------- | ------------------------------------------------------- | ----------------- | ---------------- | ----------------------- |
| Esende Mylffon (oraz Tede)                                                  | - Data: 22 czerwca 2006 - Wydawca: Wielkie Joł          | 15                |                  |                         |
| Manewry mixtape. Z cyklu janczarskie opowieści (mixtape; oraz Donguralesko) | - Data: 27 kwietnia 2007 - Wydawca: 5 Element           | –                 |                  |                         |
| Inwazja porywaczy ciał (mixtape; oraz Donguralesko)                         | - Data: 1 lipca 2009 - Wydawca: Szpadyzor Records       | 13                |                  |                         |
| Czekając na Sobotę (mixtape; oraz Sobota)                                   | - Data: 8 kwietnia 2015 - Wydawca: StoProcent Records   | –                 |                  |                         |
| Król Albanii (oraz Popek)                                                   | - Data: 29 stycznia 2016 - Wydawca: Step Records        | 1                 | - POL: 150 tys.+ | - POL: diamentowa płyta |
| Empire Force One (oraz Empire Music Studio)                                 | - Data: 22 kwietnia 2016 - Wydawca: Empire Music Studio | 38                |                  |                         |
| Trzech Króli (oraz Popek i Sobota)                                          | - Data: 24 marca 2017 - Wydawca: Step Records           | 5                 |                  |                         |
| Dr Jekyll and Mr Hide (oraz Popek)                                          | - Data: 5 października 2018 - Wydawca: Step Records     | 14                |                  |                         |
| Nitro (oraz Major)                                                          | - Data: 20 września 2019 - Wydawca: Wiadomo Label       | 6                 |                  |                         |
| Ostry Sos (oraz Wac Toja)                                                   | - Data: 24 stycznia 2020 - Wydawca: My Music            |                   |                  |                         |

### Single
| "Jestem królem" (oraz Popek)                                         | 2015 | –  | – |                  |                         | Król Albanii |
| "Każdy z nas" (oraz Popek)                                           | 2015 | –  | – |                  |                         | Król Albanii |
| "Wodospady” (oraz Popek)                                             | 2016 | 42 | 3 | - POL: 100 tys.+ | - POL: diamentowa płyta | Król Albanii |
| "Trzy korony" (oraz Sobota, Bonson, Bilon, Anna Karwan, Kieru, Wini) | 2016 | –  | – |                  |                         | –            |
| „Chili Hot” (oraz Wac Toja; gościnnie: Kizo)                         | 2019 | –  | – | - POL: 20 tys.+  | - POL: platynowa płyta  | Ostry sos    |
| „Fala (Piri Piri)” (oraz Wac Toja; gościnnie: Malik Montana)         | 2020 | –  | – | - POL: 20 tys.+  | - POL: platynowa płyta  | Ostry sos    |
| „–” singel nie był notowany.                                         |      |    |   |                  |                         |              |

#### Inne notowane utwory
| „Children of Midnight” (oraz Robert M)                        | 2013 | 7 | –  | 13 |
| "Aleja gwiazd" (oraz Anna Karwan; cover Zdzisławy Sośnickiej) | 2016 | – | 43 | –  |
| „–” utwór nie był notowany.                                   |      |   |    |    |

### Inne
| Album                                             | Rok  | Uwagi | Źródło |
| ------------------------------------------------- | ---- | --- | ------ |
| Familia H.P. – Kilka słów wyjaśnień               | 2004 | produkcja utworów „Ten czas, to miejsce”, „Klub”, „Kilka słów wyjaśnień”, „Przyjaciele” i „Hipokryzja” | [ 32 ] |
| Tede – Notes                                      | 2004 | produkcja utworu „Mercbezel S600” | [ 33 ] |
| 12 ławek (kompilacja)                             | 2005 | produkcja utworów „Prawda”, „Styl: Improwizacja”, „Rytm, Taniec, Muzyka: Piękne Panie” i „Polska, Kraj, Ojczyzna: Kochana Polsko (Remix)” | [ 34 ] |
| WSZ & CNE – Jeszcze raz                           | 2005 | produkcja utworów „Jeszcze raz”, „Dobry rap”, „Pierwiastek”, „Gangsterka” i „No witam!” | [ 35 ] |
| Tede – Esende Mylffon                             | 2006 | produkcja wszystkich utworów oraz miksowanie i mastering | [ 36 ] |
| Tede – Esende Mylffon Hałas                       | 2006 | gościnny udział w utworach „Armia Wielkie Joł” i „Esende Mylffon” | [ 37 ] |
| Tede – Esende Mylffon (wersja czysta)             | 2006 | gościnny udział w utworze „Esende Mylffon” | [ 38 ] |
| Killaz Group – Operacja kocia karma               | 2007 | produkcja utworów „Dla ulic” i „Manewry” | [ 39 ] |
| Familia H.P. – Soundsystem                        | 2007 | produkcja utworu „Patrol” | [ 40 ] |
| Sky Balla – Tycoon Status                         | 2008 | produkcja utworów „Direct Connect” i „California Soul (gościnnie: The Game)” | [ 41 ] |
| Foxy Brown – Brooklyn’s Don Diva                  | 2008 | produkcja utworów „Dreams of Fucking A D-Boy” i „Bulletproof Love/One Love” | [ 42 ] |
| Donguralesko – El Polako                          | 2008 | produkcja utworów „El Polako”, „Łyk ginu, lodu i cin cinu” i „Wrócić – wylot” | [ 43 ] |
| Warszafski Deszcz – Powrócifszy...                | 2009 | produkcja utworów „WuWua” i „Na kolana” | [ 44 ] |
| Kool Savas – Was hat S.A.V. da vor?               | 2009 | produkcja utworu „Black” | [ 45 ] |
| Sobota – Sobotaż                                  | 2009 | produkcja wszystkich utworów oraz gościnny udział w utworach „Sobotaż” i „Rusz się” | [ 46 ] |
| Waldemar Kasta – 13                               | 2009 | produkcja wszystkich utworów | [ 47 ] |
| 3oda Kru – Parchastyczny mikstejp                 | 2009 | produkcja utworu „Chambałimbe” | [ 48 ] |
| Kool Savas – John Bello Story III                 | 2010 | produkcja utworu „Tribut” | [ 49 ] |
| 12 ławek (kompilacja)                             | 2010 | Matheo – „Intro – Prawda” (Ławka Trzecia) | [ 50 ] |
| Grube jointy (kompilacja)                         | 2010 | produkcja utworu Sobota – „Zadamski huj” | [ 51 ] |
| Donguralesko – Totem leśnych ludzi                | 2010 | produkcja utworów „Daleko”, „Zanim powstał totem”, „Giovanni dziadzia”, „Betonowe lasy mokną”, „Dzieci kosmosu”, „Palę majki”, „Tańczymy walczyk”, „Braga 30”, „Migają lampy...”, „R.A.P.”, „Złoty róg” i „Władca much”                                                   | [ 52 ] |
| DJ Tuniziano & DJ Grubaz – The Blend Sick Project | 2011 | produkcja utworu „200 złotych” | [ 53 ] |
| Grube jointy 2: karani za nic (kompilacja)        | 2011 | produkcja utworów Sobota – „Rusz dupsko na marsz”, Donguralesko – „Grube jointy”, Rena, Sobota, Wini – „Suszyć, kruszyć” i Grubson – „Przestań się bać (Remix)” | [ 54 ] |
| Rafi – 200 ton                                    | 2011 | produkcja utworów „Nie tylko dla kasy” i „R.A.F.I.” | [ 55 ] |
| Sobota – Gorączka sobotniej nocy                  | 2011 | produkcja wszystkich utworów oraz gościnny udział w utworze „Mój czas” | [ 56 ] |
| Donguralesko – Zaklinacz deszczu                  | 2011 | produkcja utworów „Zaklinacz deszczu”, „Polski Wallstreet”, „Świeci luna”, „Wszystko jest stanem umysłu”, „Szpadymelodia”, „Dzień w którym zatrzymała się ziemia”, „Kolor purpury”, „Pamiętaj”, „Jestem dziki”, „Kolor purpury Szpadyremix”, „Podróż na wschód” i „Outro” | [ 57 ] |
| Wini – Bóg jest miłością                          | 2012 | produkcja wszystkich utworów oraz gościnny udział w utworach „Nienawidzę raperów” i „Pokaż dupę” | [ 58 ] |
| Wini – Essa Sound Heavy Metal Funk                | 2012 | produkcja wszystkich utworów oraz gościnny udział w utworze „Wpływ” | [ 59 ] |
| Edyta Górniak – My                                | 2012 | produkcja utworu „Teraz – tu (remixed by Matheo)” | [ 60 ] |
| VNM – Etenszyn: Drimz Kamyn Tru                   | 2012 | produkcja utworu „Śnieg” | [ 61 ] |
| Paluch – Niebo                                    | 2012 | produkcja utworów „Niebo”, „Ponaddźwiękowy rap” i „W drodze do lepszego jutra” | [ 62 ] |
| Popek – Monster                                   | 2013 | produkcja utworów „Nie oddam za nic”, „Pain Be My Guest”, „We Party Hard We Never Rest (Matheo Version)” i „Ja robię muzę ty płaczesz” | [ 63 ] |
| Robert M – 2013                                   | 2013 | produkcja utworów „Children of Midnight (Radio Edit)”, „Bo Ty Mi (Radio Edit)”, „Hell Yeah (Radio Edit)”, „You Don’t Love Me (Radio Edit)”, „Fly Away (Radio Edit)”, „Bomba (Radio Edit)” i „Children of Midnight (Extended Edit)”                                        | [ 63 ] |
| Drużyna mistrzów 2: sport, muzyka, pasja          | 2013 | produkcja utworu „Ćpaj sport” | [ 64 ] |
| Pih – Dowód rzeczowy nr 3                         | 2013 | produkcja utworu „Serce nie mięknie” | [ 65 ] |
| Sobota – Dziesięć przykazań                       | 2013 | produkcja wszystkich utworów | [ 66 ] |
| Rena – Uliczna psychologia                        | 2013 | produkcja wszystkich utworów | [ 67 ] |
| Paluch – Lepszego życia diler                     | 2013 | produkcja utworu „Wracam do domu” | [ 68 ] |
| Nowe pokolenie 14/44 (kompilacja)                 | 2014 | koprodukcja | [ 69 ] |
| Ewelina Lisowska – Cztery                         | 2018 | produkcja utworu „Polećmy Wyżej” | [ 70 ] |

## Teledyski
| Tytuł | Rok  | Reżyseria                           | Album              | Źródło |
| --- | ---- | ----------------------------------- | ------------------ | ------ |
| „Essa Kolynda” (gościnnie: Wini, Rena, Sobota, Bonson, Tomb)                                                                              | 2014 | A1 Videos                           | –                  | [ 71 ] |
| „Jebać miłość” (oraz Sobota) | 2015 | –                                   | Czekając na Sobotę | [ 72 ] |
| „Jeszcze będzie hajc” (oraz Sobota, gościnnie: Buczer, Bezczel)                                                                           | 2015 | Piotr Gołdych, Ewelina Marcinkowska | Czekając na Sobotę | [ 73 ] |
| „Jazzowe manewry” (oraz Sobota, gościnnie: Wu)                                                                                            | 2015 | BNT                                 | Czekając na Sobotę | [ 74 ] |
| „Na wszelki wypadek” (oraz Sobota) | 2015 | –                                   | Czekając na Sobotę | [ 75 ] |
| „Wodospady” (oraz Popek) | 2015 | Mania Studio                        | Król Albanii       | [ 76 ] |
| „Jestem królem” (oraz Popek) | 2015 | Mania Studio                        | Król Albanii       | [ 77 ] |
| „Każdy z nas” (oraz Popek) | 2015 | Mania Studio                        | Król Albanii       | [ 78 ] |
| „Wiara czyni cuda” (oraz Popek, gościnnie: Borixon)                                                                                       | 2016 | Mania Studio                        | Król Albanii       | [ 79 ] |
| „Różni nas wiele” (oraz Popek, gościnnie: Rootzmans)                                                                                      | 2016 | Mania Studio                        | Król Albanii       | [ 80 ] |
| „Fabryka hitów” (oraz Popek) | 2016 | Mania Studio                        | Król Albanii       | [ 81 ] |
| „Nie mów mu nic” (oraz Popek) | 2016 | Mania Studio                        | Król Albanii       | [ 82 ] |
| „Zakazany owoc” (oraz Popek, gościnnie: Bracia Figo Fagot)                                                                                | 2016 | Mania Studio                        | Król Albanii       | [ 83 ] |
| „Świat u stóp” (Empire Music Studio, Matheo, Popek, Sobota, Timbaland)                                                                    | 2016 | –                                   | Empire Force One   | [ 84 ] |
| Gościnnie |      |                                     |                    |        |
| Sobota – „Kochaj bliźniego swego jak siebie samego” (gościnnie: Tomb, Bonson, Matheo, Kieru, Freon, Strach, Mustafa, Borixon, Rena, Wini) | 2014 | 9 Liter Filmy                       | Dziesięć przykazań | [ 85 ] |
| Inne |      |                                     |                    |        |
| „Aleja gwiazd” (oraz Anna Karwan; cover Zdzisławy Sośnickiej)                                                                             | 2016 | Miłosz Sakowski                     | –                  | [ 86 ] |
| Sobota, Bonson, Bilon, Anna Karwan, Kieru, Wini, Matheo – „Trzy korony”                                                                   | 2016 | Maciej Kawulski                     | –                  | [ 87 ] |

## Nagrody i wyróżnienia
| Rok  | Kategoria           | Nagroda                            | Uwagi      | Źródła |
| ---- | ------------------- | ---------------------------------- | ---------- | ------ |
| 2011 | Producent Roku 2010 | Podsumowanie 2010/Poznanskirap.com | 1. miejsce | [ 88 ] |
| 2012 | Producent Roku 2011 | Podsumowanie 2011/Poznanskirap.com | 4. miejsce | [ 89 ] |
| 2013 | Producent roku 2012 | Podsumowanie 2012/Poznanskirap.com | 2. miejsce | [ 90 ] |